# اچ‌ام‌اس بوتل (۱۹۱۸)
اچ‌ام‌اس بوتل (۱۹۱۸) (به انگلیسی: HMS Bootle (1918)) یک کشتی بود که طول آن ۲۳۱ فوت (۷۰ متر) بود. این کشتی در سال ۱۹۱۸ ساخته شد.